# Banksinoma monoceros
Banksinoma monoceros är en kvalsterart som först beskrevs av Balogh och Sandór Mahunka 1968.  Banksinoma monoceros ingår i släktet Banksinoma och familjen Thyrisomidae. Inga underarter finns listade.